# Inno e Marcia Pontificale
El Himno y Marcha Pontificia (en italiano, Inno e Marcia Pontificale) es el himno nacional de la Ciudad del Vaticano. La letra en latín fue escrita por Antonio Allegra (1905-1969); el texto italiano es de Evaristo d'Anversa y la música fue compuesta por Charles Charles-François Gounod (1818-1893). Se adoptó como himno en 1949. La música fue interpretada por vez primera en 1869 ante el Papa Pío IX, pero solo 81 años después sustituyó al himno de los Estados pontificios, la Gran marcha triunfal de Vittorino Hallmayr, del año 1857.

## Letras enlatín
I.
O felix Roma - O Roma nobilis.

Sedes es Petri, qui Romae effudit sanguinem,

Petri, cui claves datae sunt regni caelorum.

Pontifex, Tu successor es Petri;

Pontifex, Tu magister es tuos confirmas fratres;

Pontifex, Tu qui Servus servorum Dei,

hominumque piscator, pastor es gregis,

ligans caelum et terram.

Pontifex, Tu Christi es vicarius super terram,

rupes inter fluctus, Tu es pharus in tenebris;

Tu pacis es vindex, Tu es unitatis custos,

vigil libertatis defensor; in Te potestas.

Tu Pontifex, firma es petra, et super petram hanc
aedificata est Ecclesia Dei.

O felix Roma - O Roma nobilis.
II.
| Latín | Traducción |
| --- | --- |
| O felix Roma! O felix Roma nobilis! O felix Roma! Roma felix, Roma nobilis! Sedes es Petri, qui Christi vicem gerit. Sedes es Petri, qui apostolus est pacis. Pontifex, tecum erimus omnes nos. Pontifex, es magister qui tuos confirmas fratres. (Bis) Pontifex, fundamentum ac robur nostrum, Hominumque piscator, pastor es gregis, Ligans terram et cœlum. Petre, tu es Christi, es vicarius super terram. Rupes inter fluctus, tu es pharus ac veritas. Tu Christi es Charitas, tu es unitatis custos. Promptus libertatis defensor, in te auctoritas. (Bis) | ¡Oh Roma feliz! ¡Oh noble Roma feliz! ¡Oh Roma feliz! ¡Roma feliz, Roma noble! Eres sede de Pedro, que representa a Cristo. Eres sede de Pedro, que es apóstol de la paz. Pontífice, contigo estaremos todos nosotros. Pontífice, eres maestro que confirmas a tus hermanos. (Bis) Pontífice, fundamento y nuestro roble (o "y nuestra fuerza"), Y pescador de los hombres, pastor de la grey, Quien liga la tierra y el cielo. Pedro, eres de Cristo, su vicario sobre la Tierra. Roca entre las olas, tu eres faro y verdad. Eres la Caridad de Cristo, eres el guardián de la unidad. Defensor patente de la libertad, en ti está la autoridad. (Bis) |

## Antiguas letras

### Enlatín
(Evaristo D'Anversa)
Roma, alma parens, Sanctorum Martyrumque,
Nobile carmen, te decete, sonorumque,
Gloria in excelsis, Paternae Maiestati
Pax et in terra fraternae caritati
Ad te clamamus, Angelicum pastorem:
Quam vere refers, Tu mitem Redemptorem!
Magister Sanctum, custodis dogma Christi,
Quod unun vitae, solamen datur isti.
Non praevalebunt horrendae portae infernae,
Sed vis amoris veritatisque aeternae.
Salve, Roma!
In te aeterna stat historia,
Inclyta, fulgent gloria
Monumenta tot et arae.
Roma Petri et Pauli,
Cunctis mater tu redemptis,
Lumen cunctae in facie gentis
Mundique sola spes!
Salve, Roma!
Cuius lux occasum nescit,
Splendet, incandescit,
Et iniquo oppilat os.
Pater Beatissime,
Annos Petri attinge, excede
Unum, quaesumus, concede:
Tu nobis benedic.

### Enitaliano
INNO E MARCIA PONTIFICALE
Roma immortale di Martiri e di Santi, 

Roma immortale accogli i nostri canti:

Gloria nei cieli a Dio nostro Signore,

Pace ai Fedeli, di Cristo nell'amore.

A Te veniamo, Angelico Pastore,

In Te vediamo il mite Redentore,

Erede Santo di vera e santa Fede;

Conforto e vanto a chi combate e crede,

Non prevarranno la forza ed il terrore,

Ma regneranno la Verità, l'Amore.
Salve Salve Roma, patria eterna di memorie,

Cantano le tue glorie mille palme e mille altari.

Roma degli Apostoli, Madre e guida dei Redenti,

Roma luce delle genti, il mondo spera in te!

Salve Salve Roma, la tua luce non tramonta,

Vince l'odio e l'onta lo splendor di tua beltà.

Roma degli Apostoli, Madre e guida dei Redenti,

Roma luce delle genti, il mondo spera in te!

### En español
HIMNO Y MARCHA PONTIFICIA
Oh, Roma eterna, de mártires y santos,

Oh, Roma eterna, acoge nuestros cantos.

Gloria en lo alto, a Dios en majestad,

Paz en la tierra, justicia y caridad.

A ti corremos, angélico Pastor,

en ti nos vemos al Dulce Redentor.

La voz de Pedro en la tuya el mundo escucha,

Fuerza y escudo de quien combate y lucha.

No vencerán las fuerzas del Infierno,

Mas la verdad y el dulce amor fraterno.
Salve, salve Roma, es eterna tuya historia,

Cantan te tuya gloria, monumentos y altares.

Roma de Apóstoles, madre y dueña de verdad,

Roma, toda Cristiandad, el mundo espera en ti.

Salve, salve Roma, a tu luz no hay poniente,

Vence refulgente todo error y todo mal.

Salve, Santo Padre, vivas tanto más que Pedro,

caiga cual miel de las rocas la bendición papal.